# Такелот II
Такелот II (Hedjkheperre Setepenre Takelot, Si-Ese „син на Изида“) е фараон от либийската 23-та династия или 22-ра династия, през Трети преходен период на Древен Египет.

## Управление
Някои изследователи причисляват Такелот II към 22-ра династия. Управлява ок. 840 – 815 г. пр.н.е. или 830 – 805 г. пр.н.е.; по-ранната датировка, ок. 850 – 825 г. пр.н.е. не се подкрепя от повечето египтолози. Алтернативна хронология поставя 25-годишното управление на Такелот II между това на Осоркон II и Шешонк III в Долен Египет, но там не са открити никакви надписи и паметници, които могат да подкрепят това становище. В действителност, всички артефакти приписвани на Такелот II и наследниците му произхождат от Среден и Горен Египет.
Внук на фараон Осоркон II, Такелот II е син на Нимлот C тиванския върховен жрец на Амон. Такелот II наследява жреческата длъжност на баща си, преди да бъде обявен за съвместен фараон в последните 3 години от царуването на дядо му Осоркон II, за което свидетелстват релефни сцени върху стените на един от храмовете в Карнак. Такелот II наследява Осоркон II и управлява в Среден и Горен Египет, успоредно с Шешонк III, който става фараон в Долен Египет. Тяхното паралелно управление трае над две десетилетия, като последната докуметирана година на Такелот II е 25-а, на която съответства година 22-ра от възкачването на Шешонк III.
През 11-а година на Такелот II (ок. 830 или 818 г. пр.н.е.) избухва въстанието на номарха Педубаст I, който се обявява за фараон в част от Среден и Горен Египет и завзема Тива. Това дава началото на близо 30-годишна междуособна война, която отслабва и фрагментира либийската династия. Синът на Такелот II, принц Осоркон (B) възвръща временно контрола над Тива, наказва заловените метежници и е обявявен за върховен жрец на Амон. През 15-а година на Такелот II, Тива отново пада под властта на Педубаст I, който е признат за равноправен фараон от Шешонк III.
До края на управлението си Такелот II води война, но не успява да победи узурпатора. Около последната година от царуването му, неговият син Осоркон още веднъж е засвидетелстван за кратко като върховен жрец в Тива.
След Такелот II управляват едновременно Шешонк III в Танис и Педубаст в Тива, заедно с няколко предполагаеми локални съвладетели. Синът на Такелот II, върховният жрец принц Осоркон (B) най-вероятно е идентичен с Осоркон III, който през 39-а година на Шешонк III прогонва наследниците на Педубаст от Тива и се обявява за фараон в Горен Египет. Основните сведения за тези събития се базират върху Хрониката на принц Осоркон, релефни изображения върху портала на Бубастидите в Карнак.